# Кастелдивенто (Верона)
Кастелдивенто је насеље у Италији у округу Верона, региону Венето.
Према процени из 2011. у насељу је живело 84 становника. Насеље се налази на надморској висини од 15 м.